# Праздники Литвы

## Праздничные нерабочие дни[1][2]
| Дата                    | Название                                             | Литовское название                                       |
| ----------------------- | ---------------------------------------------------- | -------------------------------------------------------- |
| 1 января                | Новый год                                            | Naujieji metai                                           |
| 16 февраля              | День восстановления Литовского государства           | Lietuvos valstybės atkūrimo diena                        |
| 11 марта                | День восстановления независимости Литвы              | Lietuvos nepriklausomybės atkūrimo diena                 |
| март—апрель             | Пасха (по католической традиции)                     | krikščionių Velykų (pagal vakarietiškąją tradiciją)      |
| 1 мая                   | Международный день труда                             | Tarptautinė darbo diena                                  |
| Первое воскресенье мая  | День матери                                          | Motinos diena                                            |
| Первое воскресенье июня | День отца                                            | Tėvo diena                                               |
| 24 июня                 | Иванов день                                          | Rasos ir Joninių diena                                   |
| 6 июля                  | День государства (коронации короля Литвы Миндаугаса) | Valstybės (Lietuvos karaliaus Mindaugo karūnavimo) dieną |
| 15 августа              | Вознесение Девы Марии                                | Žolinė; Švč. Mergelės Marijos ėmimo į dangų diena        |
| 1 ноября                | День Всех Святых                                     | Visų šventųjų diena                                      |
| 2 ноября                | День всех усопших верных                             | Mirusiųjų atminimo (Vėlinių) diena                       |
| 24 декабря              | Сочельник                                            | Kūčios                                                   |
| 25—26 декабря           | Рождество                                            | Kalėdos                                                  |

## Другие праздники
| Дата        | Праздник                                  | Литовское название           | Статус* |
| ----------- | ----------------------------------------- | ---------------------------- | ------- |
| 1 января    | День флага Литвы                          | Lietuvos Vėliavos diena      | Д       |
| 6 января    | Праздник трёх царей                       | Trys karaliai                | Н/Р     |
| 13 января   | День защитников свободы                   | Laisvės gynėjų diena         | Г       |
| 14 июня     | День траура и надежды                     | Gedulo ir vilties diena      | Д       |
| Конец июля  | Праздник моря                             | Jūros šventė                 | Д       |
| 23 августа  | День чёрной ленты                         | Juodojo kaspino diena        | Д       |
| 1 сентября  | День знаний                               | Mokslo ir žinių diena        | Д       |
| 23 сентября | День памяти жертв геноцида евреев в Литве | Lietuvos žydų genocido diena | Д       |
| 25 октября  | День Конституции                          | Konstitucijos diena          | Д       |
| 23 ноября   | День литовских воинов                     | Lietuvos karių diena         | Д       |

Статус: (Г — Государственный, Н/Р — Народный/Религиозный, Д — Другие праздники)
Сейм Литовской Республики 19 июля 2006 дополнил Закон о памятных днях, удлинив его ещё шестью датами. Отныне отмечаются:
- 15 января — День Клайпедского края;
- 6 апреля — День безопасного движения;
- 15 апреля — День культуры;
- 25 мая — Международный день пропавших детей;
- 28 сентября — День памяти жертв Тускуленай;
- 16 октября — День геноцида жителей Малой Литвы.

После этого дополнения в Литве отмечается уже 44 памятных дня.

## Памятные дни
Список других памятных дат (лит. atmintinos dienos) устанавливается законом и включает в себя в общей сложности 71 день, не включая указанные выше государственные праздники.